# Élections législatives de 1967 en Loir-et-Cher
Les élections législatives françaises de 1967 se déroulent les 5 et 12 mars 1967. Dans le département de Loir-et-Cher, trois députés sont à élire dans le cadre de trois circonscriptions.

## Élus
| Circonscription | Député sortant | Parti | Parti   | Député élu ou réélu | Parti | Parti       |
| --------------- | -------------- | ----- | ------- | ------------------- | ----- | ----------- |
| 1re             | Roger Goemaere |       | UNR-UDT | Pierre Sudreau      |       | CD          |
| 2e              | Kléber Loustau |       | SFIO    | Kléber Loustau      |       | FGDS (SFIO) |
| 3e              | Gérard Yvon    |       | SFIO    | Gérard Yvon         |       | FGDS (SFIO) |

## Résultats

### Résultats à l'échelle du département
| Parti          | Parti                                           | Premier tour | Premier tour | Second tour | Second tour | Sièges |
| Parti          | Parti                                           | Voix         | %            | Voix        | %           | Sièges |
| -------------- | ----------------------------------------------- | ------------ | ------------ | ----------- | ----------- | ------ |
|                | Union des démocrates pour la Ve République      | 39 134       | 30,01        | 17 724      | 13,92       | 0      |
|                | Union des républicains de progrès               | 39 134       | 30,01        | 17 724      | 13,92       | 0      |
|                |                                                 |              |              |             |             |        |
|                | Section française de l'Internationale ouvrière  | 30 781       | 23,60        | 47 866      | 37,59       | 2      |
|                | Convention des institutions républicaines       | 4 824        | 3,70         |             |             | 0      |
|                | Fédération de la gauche démocrate et socialiste | 35 605       | 27,30        | 47 866      | 37,59       | 2      |
|                |                                                 |              |              |             |             |        |
|                | Progrès et démocratie moderne                   | 29 777       | 22,83        | 45 684      | 35,88       | 1      |
|                | Parti communiste français                       | 25 906       | 19,86        | 16 058      | 12,61       | 0      |
|                |                                                 |              |              |             |             |        |
| Inscrits       | Inscrits                                        | 163 269      | 100,00       | 163 243     | 100,00      | 3      |
| Abstentions    | Abstentions                                     | 29 747       | 18,22        | 31 233      | 19,13       |        |
| Votants        | Votants                                         | 133 522      | 81,78        | 132 010     | 80,87       |        |
| Blancs et nuls | Blancs et nuls                                  | 3 100        | 2,32         | 4 678       | 3,54        |        |
| Exprimés       | Exprimés                                        | 130 422      | 97,68        | 127 332     | 96,46       |        |

### Résultats par circonscription

#### Première circonscription (Blois)
| Candidat       | Candidat               | Parti          | Premier tour | Premier tour | Second tour | Second tour |  |
| Candidat       | Candidat               | Parti          | Voix         | %            | Voix        | %           |  |
| -------------- | ---------------------- | -------------- | ------------ | ------------ | ----------- | ----------- |  |
|                | Pierre Sudreau élu     | CD (PDM)       | 17 541       | 36,18        | 30 202      | 65,29       |  |
|                | Roger Goemaere sortant | UD-Ve          | 14 991       | 30,92        | Retrait     | Retrait     |  |
|                | René Piquet            | PCF            | 11 123       | 22,94        | 16 058      | 34,71       |  |
|                | Paul Foulet            | FGDS (CIR)     | 4 824        | 9,95         |             |             |  |
|                |                        |                |              |              |             |             |  |
| Inscrits       | Inscrits               | Inscrits       | 60 172       | 100,00       | 60 167      | 100,00      |  |
| Abstentions    | Abstentions            | Abstentions    | 10 601       | 17,62        | 11 790      | 19,6        |  |
| Votants        | Votants                | Votants        | 49 571       | 82,38        | 48 377      | 80,4        |  |
| Blancs et nuls | Blancs et nuls         | Blancs et nuls | 1 092        | 2,2          | 2 117       | 4,38        |  |
| Exprimés       | Exprimés               | Exprimés       | 48 479       | 97,8         | 46 260      | 95,62       |  |

#### Deuxième circonscription (Romorantin-Lanthenay)
| Candidat       | Candidat                     | Parti          | Premier tour | Premier tour | Second tour | Second tour |  |
| Candidat       | Candidat                     | Parti          | Voix         | %            | Voix        | %           |  |
| -------------- | ---------------------------- | -------------- | ------------ | ------------ | ----------- | ----------- |  |
|                | Kléber Loustau sortant réélu | FGDS (SFIO)    | 15 661       | 36,6         | 24 946      | 58,46       |  |
|                | Jacques Thyraud              | UD-Ve          | 15 474       | 36,16        | 17 724      | 41,54       |  |
|                | Bernard Paumier              | PCF            | 8 666        | 20,25        | Retrait     | Retrait     |  |
|                | René Lafosse                 | CD (PDM)       | 2 990        | 6,99         |             |             |  |
|                |                              |                |              |              |             |             |  |
| Inscrits       | Inscrits                     | Inscrits       | 53 870       | 100,00       | 53 853      | 100,00      |  |
| Abstentions    | Abstentions                  | Abstentions    | 10 143       | 18,83        | 10 120      | 18,79       |  |
| Votants        | Votants                      | Votants        | 43 727       | 81,17        | 43 733      | 81,21       |  |
| Blancs et nuls | Blancs et nuls               | Blancs et nuls | 936          | 2,14         | 1 063       | 2,43        |  |
| Exprimés       | Exprimés                     | Exprimés       | 42 791       | 97,86        | 42 670      | 97,57       |  |

#### Troisième circonscription (Vendôme)
| Candidat       | Candidat                  | Parti          | Premier tour | Premier tour | Second tour | Second tour |  |
| Candidat       | Candidat                  | Parti          | Voix         | %            | Voix        | %           |  |
| -------------- | ------------------------- | -------------- | ------------ | ------------ | ----------- | ----------- |  |
|                | Gérard Yvon sortant réélu | FGDS (SFIO)    | 15 120       | 38,62        | 22 920      | 59,68       |  |
|                | Pierre Mahias             | CD (PDM)       | 9 246        | 23,62        | 15 482      | 40,32       |  |
|                | Alexis Péron              | UD-Ve          | 8 669        | 22,14        | Retrait     | Retrait     |  |
|                | Jean Leleu                | PCF            | 6 117        | 15,62        | Retrait     | Retrait     |  |
|                |                           |                |              |              |             |             |  |
| Inscrits       | Inscrits                  | Inscrits       | 49 227       | 100,00       | 49 223      | 100,00      |  |
| Abstentions    | Abstentions               | Abstentions    | 9 003        | 18,29        | 9 323       | 18,94       |  |
| Votants        | Votants                   | Votants        | 40 224       | 81,71        | 39 900      | 81,06       |  |
| Blancs et nuls | Blancs et nuls            | Blancs et nuls | 1 072        | 2,67         | 1 498       | 3,75        |  |
| Exprimés       | Exprimés                  | Exprimés       | 39 152       | 97,33        | 38 402      | 96,25       |  |